# Saint-Just-d'Avray
Saint-Just-d'Avray este o comună în departamentul Rhône din sud-estul Franței. În 2009 avea o populație de 744 de locuitori.

## Evoluția populației
| An        | 1975 | 1982 | 1990 | 1999 | 2006 | 2009 |
| --------- | ---- | ---- | ---- | ---- | ---- | ---- |
| Populație | 653  | 576  | 594  | 631  | 700  | 744  |